# Русский Пакшин
Русский Пакшин — поселок в Мамадышском районе Татарстана. Входит в состав Красногорского сельского поселения.

## География
Находится в центральной части Татарстана на расстоянии приблизительно 8 км на юг-юго-запад от районного центра города Мамадыш у речки Пакшинка.

## История
Основан в начале XIX века. Деревня основана в 1825 году крестьянином Федором Башиловым из села Красная Горка.

## Население
Постоянных жителей было: в 1859—127, в 1875 - 170, в 1897—187, в 1908—217, в 1920—207, в 1926—226, в 1938—188, в 1949—132, в 1958 — 86, в 1970 — 92, в 1979 — 86, в 1989 — 80, в 2002 году 82 (татары 34 %, русские 65 %), в 2010 году 77.